# Konferenz für Gemeindegründung
Die Konferenz für Gemeindegründung (KfG) ist ein protestantischer, evangelikaler Verein, dessen Ziel die Förderung neuer, freikirchlich organisierter Kirchengemeinden ist.

## Aufgaben und Ziele
Die KfG versteht sich als loser Zusammenschluss und will als Plattform Christen eine Hilfe zur Gründung und zum Aufbau bibeltreuer christlicher Gemeinden geben. Sie bildet ausdrücklich keinen geschlossenen Gemeindebund, sondern gestaltet sich in der lockereren Form der „Konferenz“. Sie will „den Austausch unter bibeltreuen Gemeinden fördern“ sowie vor „bedenkliche(n) Entwicklungen im Bereich des Gemeindebaus“ warnen. Sie erfüllt ihre Aufgaben durch die Veranstaltung von Tagungen, die Herausgabe der Zeitschrift Gemeindegründung sowie weiteren Materialien und unterhält Kontakte zu etwa 200 unabhängigen Gemeinden  mit einer Gesamtzahl von ca. 10.000 Mitgliedern. Gegenwärtig wird die KfG vom Evangelisten Wilfried Plock geleitet, der auch Schriftleiter der Zeitschrift Gemeindegründung ist. Zweiter Vorsitzender ist Sieghard Pfeifle.

## Geschichte
Der Verein wurde 1983 vom Absolventen des Bibelseminars Wuppertal Eckehard Strickert und von Ernst G. Maier gegründet. Beide waren Gemeindeleiter und wollten auf Grund von „notvollen Entwicklungen“ in bestehenden Gemeindebünden eine Alternative für neu entstehende Gemeinden schaffen. 1998 entstand auch in der Schweiz ein gleichnamiger Verein.

## Positionen und Ausrichtung
Der Verein hält lockere Kontakte zu kleinen, oftmals neugegründeten Gemeinden, von denen einige die volkskirchlichen und landeskirchlichen Strukturen als „unbiblische Systeme“ ablehnen. Eine inhaltlich wichtige Rolle spielt der Dispensationalismus. In der Frömmigkeitshaltung des „Perfektionismus“, nach der der Mensch nach Vollkommenheit und der völligen Freiheit von Sünde streben und dies mindestens teilweise erreichen kann, sollen Gemeinden aufgebaut werden, die sich „konsequent am biblischen Vorbild der christlichen Urgemeinde orientieren“.
Der Verein und die assoziierten Gemeinden verstehen sich als „bibeltreu, nicht-charismatisch und nicht-ökumenisch“. Lutz Lemhöfer von der Evangelischen Zentralstelle für Weltanschauungsfragen (EZW) hebt angesichts einer im Jahr 2005 abgehaltenen KfG-Tagung zum Thema „Wie kann man Katholiken für Christus gewinnen?“ ihre Ökumeneferne heraus. Das Vorstandsmitglied Hans-Werner Deppe vertrete die Ansicht, dass „die römische Kirche mit ihrer Lehre überhaupt kein Heil vermittelt“, denn sie lehre heute noch „genau dieselbe Werkgerechtigkeit wie zur Zeit von Luther“. Davon sollen die Mitglieder dieser Kirche „aus Liebe zu den Katholiken“ befreit werden. Lemhöfer zufolge zeichne sich die z. B. von der Arbeitsgemeinschaft Christlicher Kirchen in Deutschland gepflegte Ökumene dadurch aus, dass beteiligte Kirchen und Gemeinden auf den Anspruch verzichteten, allein den richtigen Glauben zu haben, im Umkehrschluss handle es sich bei der KfG um „christliches Sektierertum“.
Der Verein problematisiert evangelikale Strategien für Gemeindewachstum und -aufbau. So erschien 2004 Wilfried Plocks Buch Gott ist nicht pragmatisch. Wie Zweckmäßigkeitsdenken die Gemeinden zerstört, in dem er laut Reinhard Hempelmann (EZW) zahlreiche evangelikale Initiativen wie ProChrist, die Willow Creek-Kongresse, aber auch das Konzept der Alpha-Kurse oder die Gemeindewachstumsbewegung dahingehend kritisiert, dass Marketingmethoden „mehr Gewicht hätten als die Briefe des Apostels Paulus“. Das Zahlen- und Wachstumsfieber würde „verhängnisvolle Veränderungen“ auslösen, nicht nur der „Verpackung“, sondern der verkündigten Botschaft selbst und in der Folge auch der Identität von Gemeinden. Evangelikale Gemeinschaftsbildungen sollten Kontrastgesellschaft sein und zum „neutestamentlichen Gemeindemodell“ zurückkehren, dessen Kern in der unveränderlichen Predigt von Gottes Heiligkeit bestehe. Eine praktische Folge, so Hempelmann, sei für Plock unter anderem der Ausschluss von Frauen aus dem Leitungs- und Lehramt. „Dass in evangelikalen Initiativen Frauen Leitungs- und Lehrverantwortung innehaben, sieht er als zentrales Problem und Defizit an.“ Reinhard Hempelmann charakterisiert Plocks Auffassung als „Liaison mit dem Zeitgeist von gestern“.
Hempelmann zeigt am Beispiel der KfG die Notwendigkeit einer differenzierten Wahrnehmung der unter dem Begriff „Evangelikalismus“ zusammengefassten Strömungen, zu der sowohl Plock als auch die von ihm Kritisierten nach der Außenwahrnehmung gehörten, und charakterisiert Plocks Position im Unterschied zu letzteren als „evangelikal-fundamentalistisch“. Auch der KfG und den von ihr assoziierten Gemeinden attestiert er eine „eher […] bibel-fundamentalistische Frömmigkeitsprägung“.

## Kontroversen
Im Dezember 2011 wurde dem Leiter der KfG, Wilfried Plock, vom NDR in einem Fernsehbeitrag vorgeworfen, Züchtigung als Teil der Kindererziehung zu befürworten und die Anwendung am Beispiel seiner eigenen Kinder zu beschreiben. Plock argumentierte, seine Aussagen seien aus dem Zusammenhang gerissen worden. Im Mittelpunkt der Kindererziehung, die er vertrete, stehe die Liebe. Er habe die biblischen Aussagen einer maßvollen Züchtigung lediglich beschrieben und nicht ihre Anwendung befürwortet. Plock diskutierte zusammen mit Michael Leister seinen Standpunkt in der Zeitschrift des Vereins wie folgt:

„Im Bereich der Kindererziehung unterscheidet das Gesetz leider nicht mehr zwischen Körperverletzung an Kindern einerseits und kontrollierter, dem Alter und Anlass entsprechender sowie in Liebe und Verantwortung ausgeübter körperlicher Bestrafung anderseits. Das elterliche Züchtigungsrecht ist durch die letzte Änderung des § 1631 BGB seit November 2000 definitiv abgeschafft. Wenn wir dessen ungeachtet öffentlich oder auch im Gespräch mit Eltern für die körperliche Bestrafung des Kindes eintreten, erfüllen wir seitdem u.U. den Tatbestand der Anstiftung zu einer Straftat.
Dem unbeschadet gilt aber weiterhin das Recht auf freie Meinungsäußerung. Darum wollen wir auch ferner lehren, was die Bibel zu allen Bereichen unseres Lebens sagt.“

In dem staatlichen Verbot der körperlichen Züchtigung sieht die KfG einen möglichen Konflikt zwischen göttlicher und staatlicher Ordnung:

„Nur wenn staatliche Autoritäten von uns Dinge verlangen, die gegen Gottes Anweisungen gerichtet sind, müssen wir Gott mehr gehorchen als den Menschen (Apg 5,29 ). Zurzeit gibt es in unserer Gesellschaft vor allem folgende Konfliktgebiete: die Ablehnung der Homosexualität bzw. gleichgeschlechtlichen Lebensgemeinschaften (vgl. die Angriffe des Grünen Volker Beck gegen die Christival-Organisatoren) und die Anwendung der Körperstrafe in der Kindererziehung.“

In einem in der Zeitschrift der KfG abgedruckten Vortrag eines Juristen, dessen Name anonymisiert wurde, wird nach einer umfangreichen Diskussion der aktuellen Rechtslage und der Geschichte des Züchtigungsverbots das Fazit gezogen, dass sich jeder selbst zwischen dem Gehorsam gegenüber Gott und der Zustimmung zur aktuellen juristischen Beurteilung körperlicher Züchtigung zu entscheiden habe:

„Nach allem, was gesagt worden ist, sehen wir, dass die juristische Beurteilung körperlicher Züchtigung von Kindern durch ihre Eltern dem biblischen Befund, auch wenn ich auf ihn nicht eingegangen bin, nicht entspricht, vor allem, aber nicht nur, wenn Kinder mit Schlaginstrumenten gezüchtigt werden. Die Gretchenfrage in diesem Zusammenhang lautet, ob wir Gott mehr gehorchen wollen oder nicht. Dies ist eine Gewissensentscheidung, die jeder für sich zu treffen hat und die ich jedem selbst überlassen möchte.“